# Copestylum purpureum
Copestylum purpureum är en tvåvingeart som först beskrevs av Walker 1849.  Copestylum purpureum ingår i släktet Copestylum och familjen blomflugor. Inga underarter finns listade i Catalogue of Life.